# 船乗りの生涯
「船乗りの生涯」（"A Sailor’s Life"、Roud 273、Laws K12） は若い女性が恋人である船乗りを見つけようとする試みを歌った英語の民謡である。やがて彼女は恋人が溺死したことを知り、彼を悼むことになる。

## 歴史
この曲は18世紀にブロードサイドで出版され、1899年にサセックス州ロズワースのヘンリー・ヒルズのもとからW.パーシー・メリックによって収集された
。
この曲は『ペンギン・ブック・オブ・イングリッシュ・フォークソング』(Penguin Book of English Folk Song) に掲載され、1960年にA. L.ロイドがアルバム『ペンギン・ブック・オブ・イングリッシュ・フォークソング選集』（A Selection from the Penguin Book of English Folk Songs）に向けて録音した。続いてジュディ・コリンズが1961年にアルバム『悲しみの女』で、マーティン・カーシーが1966年に当時のパートナーであったヴァイオリニストのデイヴ・スウォーブリックとのセカンド・アルバムで録音した。
おそらく、これらのソースの1つから、ソロで歌っていたサンディ・デニーがこの曲を学び、それをフェアポート・コンヴェンションに持ち込み、スウォーブリックがヴァイオリンで、リチャード・トンプソンがギターで参加して、バンドの1969年アルバム『アンハーフブリッキング』に収録された。この11分間のバージョンはイギリスのフォーク・ロックの発展の重要なステップとみなされており、1テイクで録音された。これはイギリスのフォーク・ロックの始まりを示す録音であり、その年の後半にリリースされたアルバム『リージ・アンド・リーフ』につながっている。イギリスの音楽サイト Uncut はこのトラックを「ケルトのドローン・コード・シーケンスの上に、11分間に渡るシンバル・ウォッシュが炸裂し、中間部ではリチャード・トンプソンとゲスト・フィドラーのデイヴ・スウォーブリックとの間でクロスウィンドが交わされています」と解説している。

## ヴァリアント
以下の曲はこの曲のヴァリアントと見做すことができる：

- "Sailor Boy"  (アメリカ)
- "Black Is the Color (of My True Love's Hair)" (アメリカ)
- "The Lost Sailor" (オーストラリア)
- "The Pinery Boy"
- "Willie the Bold Sailor Boy"
- "Sailor on the Deep Blue Sea" (アメリカ)
- "Sweet William"
- "Willie Boy" (アメリカ)

## ディスコグラフィー
- A. L. Lloyd A Selection from the Penguin Book of English Folk Songs (コレクター、1960年)
- ジュディ・コリンズ 『悲しみの女』A Maid of Constant Sorrow (エレクトラ、1961年).
- マーティン・カーシー Second Album (デイヴ・スウォーブリックとの共演) (フォンタナ、1966年)
- フェアポート・コンヴェンション 『アンハーフブリッキング』Unhalfbricking (アイランド、1969年)
- アシュリー・ハッチングス The Guv'nor vol 1, (HTD、1994年)